# Jonathan Collomb-Patton
Jonathan Collomb-Patton (* 4. März 1979 in Annecy) ist ein ehemaliger französischer Snowboarder. Er startete in der Disziplin Halfpipe und nahm an zwei Olympischen Winterspielen sowie zwei Snowboard-Weltmeisterschaften teil.

## Werdegang
Collomb-Patton nahm zu Beginn der Saison 1997/98 in Tignes erstmals am Snowboard-Weltcup der FIS teil und errang dabei den 14. Platz. Zuvor kam er bei den Juniorenweltmeisterschaften 1997 in Corno alle Scale auf den 11. Platz. Im weiteren Saisonverlauf erreichte er mit Platz zwei in Morzine seine erste Podestplatzierung im Weltcup und mit dem siebten Rang im Halfpipe-Weltcup sein bestes Gesamtergebnis. Bei den Juniorenweltmeisterschaften im Januar 1998 in Chamrousse gewann er die Silbermedaille. Bei seiner ersten  Olympiateilnahme im folgenden Monat in Nagano wurde er Zehnter. In der Saison 1998/99 belegte er mit drei Top-Zehn-Platzierungen, darunter Platz drei in Tandådalen sowie in Morzine, den zehnten Platz im Halfpipe-Weltcup. Beim Saisonhöhepunkt, den Snowboard-Weltmeisterschaften 1999 in Berchtesgaden, errang er den vierten Platz. Bei den folgenden Juniorenweltmeisterschaften auf der Seiser Alm holte er erneut die Silbermedaille. In der Saison 2000/01 kam er auf den 11. Platz im Halfpipe-Weltcup und bei den Snowboard-Weltmeisterschaften 2001 in Madonna di Campiglio auf den 37. Platz. In der folgenden Saison belegte er bei den Olympischen Winterspielen 2002 in Salt Lake City den 28. Platz und absolvierte in Alpe d’Huez seinen 33. und damit letzten Weltcup, welchen er auf dem 36. Platz beendete.

## Teilnahmen an Weltmeisterschaften und Olympischen Winterspielen

### Olympische Winterspiele
- 1998 Nagano: 10. Platz Halfpipe
- 2002 Salt Lake City: 28. Platz Halfpipe

### Snowboard-Weltmeisterschaften
- 1999 Berchtesgaden: 4. Platz Halfpipe
- 2001 Madonna di Campiglio: 37. Platz Halfpipe

## Weltcup-Gesamtplatzierungen
| Saison    | Gesamt | Gesamt | Halfpipe | Halfpipe |
| Saison    | Punkte | Platz  | Punkte   | Platz    |
| --------- | ------ | ------ | -------- | -------- |
| 1997/98   | 246    | 41.    | 1965     | 7.       |
| 1998/99   | 232    | 49.    | 1860     | 10.      |
| 1999/2000 | 84     | 85.    | 922      | 26.      |
| 2000/01   | 182    | 47.    | 1640     | 11.      |
| 2001/02   | –      | –      | 400      | 57.      |